# UEFA Women's Champions League 2025-2026
L'UEFA Women's Champions League 2025-2026 è la venticinquesima edizione del campionato europeo di calcio femminile per club. Il torneo è iniziato il 30 luglio 2025 e si concluderà tra il 22 e il 24 maggio 2026 con la finale, che si svolgerà all'Ullevaal Stadion di Oslo, in Norvegia.

## Formato
Il formato della competizione è cambiato rispetto alle quattro edizioni precedenti, sostituendo alla fase a gironi una fase campionato, similmente a quanto introdotto nell'UEFA Champions League 2024-2025. Alla fase campionato prendono parte 18 squadre e ciascuna squadra affronta sei avversarie diverse, tre in casa e tre in trasferta. La definizione di queste sei avversarie avviene in base ad una suddivisione delle squadre in quattro fasce, secondo il coefficiente UEFA di inizio stagione; ogni squadre ne affronta due per ciascuna fascia diversa dalla propria. Nove squadre sono ammesse direttamente alla fase campionato, mentre le restanti nove vengono ammesse tramite la fase di qualificazione, che è composta da un percorso campioni (dal quale si qualificano quattro squadre) e da un percorso piazzate (dal quale si qualificano cinque squadre). La fase campionato è seguita dalla fase a eliminazione diretta, che parte dai quarti di finale, ai quali si qualificano direttamente le prime quattro classificate nella fase campionato. Le classificate dal quinto al dodicesimo posto si affrontano in spareggi per definire le altre quattro squadre ammesse ai quarti di finale.
Con l'istituzione dell'UEFA Women's Europa Cup, le squadre eliminate dal terzo turno di qualificazione e le squadre seconde e terze classificate nei minitornei del secondo turno di qualificazione dell'UEFA Women's Champions League vengono retrocesse in UEFA Women's Europa Cup 2025-2026.
Partecipano al torneo 2025-26 un totale di 74 squadre provenienti da 50 diverse federazioni affiliate all'UEFA. Il coefficiente UEFA viene utilizzato per determinare il numero di partecipanti per ogni federazione:
- Le federazioni alle posizioni di classifica dalla numero 1 alla numero 7 hanno il diritto di iscrizione di tre squadre.
- Le federazioni alle posizioni di classifica dalla numero 8 alla numero 17 hanno il diritto di iscrizione di due squadre.
- Tutte le altre federazioni hanno la facoltà di iscrivere una sola squadra alla fase di qualificazione.
- La vincitrice dell'edizione 2024-25 acquisisce di diritto di iscrizione anche se nella stagione nazionale 2024-25 non è riuscita a qualificarsi per il torneo. Dato che l'Arsenal, detentore del titolo, ha concluso al secondo posto la stagione di Women's Super League 2024-25, questa regola non si è applicata[4].

## Ranking
Per l'edizione 2025-26 dell'UEFA Women's Champions League, alle squadre sono assegnati posti in base al loro coefficiente all'anno 2024, il quale tiene conto delle loro prestazioni in competizioni europee dalla stagione 2019-20 a quella 2023-24. La Russia è stata sospesa dall'UEFA a seguito dell'invasione dell'Ucraina e, di conseguenza, i club russi non sono ammessi alle competizioni per club maschili e femminili organizzate dall'UEFA.
| Pos. | Federazione     | Coeff. | Sq. |
| ---- | --------------- | ------ | --- |
| 1    | Francia         | 78,333 | 3   |
| 2    | Germania        | 68,999 | 3   |
| 3    | Spagna          | 68,166 | 3   |
| 4    | Inghilterra     | 59,999 | 3   |
| 5    | Portogallo      | 34,000 | 3   |
| 6    | Italia          | 34,000 | 3   |
| 7    | Svezia          | 24,999 | 3   |
| 8    | Repubblica Ceca | 22,332 | 2   |
| 9    | Paesi Bassi     | 22,000 | 2   |
| 10   | Danimarca       | 21,750 | 2   |
| 11   | Norvegia        | 21,500 | 2   |
| 12   | Austria         | 21,250 | 2   |
| 13   | Ucraina         | 19,000 | 2   |
| 14   | Bielorussia     | 18,000 | 2   |
| 15   | Islanda         | 17,750 | 2   |
| 16   | Scozia          | 17,000 | 2   |
| 17   | Kazakistan      | 14,750 | 2   |
| 18   | Svizzera        | 14,250 | 1   |
| 19   | Serbia          | 14,000 | 1   |

| Pos. | Federazione          | Coeff. | Sq. |
| ---- | -------------------- | ------ | --- |
| 20   | Albania              | 14,000 | 1   |
| 21   | Cipro                | 12,000 | 1   |
| 22   | Belgio               | 12,000 | 1   |
| 23   | Russia               | 11,500 | 0   |
| 24   | Finlandia            | 10,000 | 1   |
| 25   | Bosnia ed Erzegovina | 10,000 | 1   |
| 26   | Ungheria             | 9,500  | 1   |
| 27   | Romania              | 9,000  | 1   |
| 28   | Slovenia             | 9,000  | 1   |
| 29   | Polonia              | 9,000  | 1   |
| 30   | Croazia              | 8,500  | 1   |
| 31   | Lituania             | 8,500  | 1   |
| 32   | Irlanda              | 8,000  | 1   |
| 33   | Kosovo               | 8,000  | 1   |
| 34   | Turchia              | 7,500  | 1   |
| 35   | Grecia               | 7,000  | 1   |
| 36   | Israele              | 7,000  | 1   |
| 37   | Georgia              | 7,000  | 1   |

| Pos. | Federazione        | Coeff. | Sq.  |
| ---- | ------------------ | ------ | ---- |
| 38   | Montenegro         | 7,000  | 1    |
| 39   | Slovacchia         | 6,500  | 1    |
| 40   | Bulgaria           | 6,500  | 1    |
| 41   | Lussemburgo        | 6,000  | 1    |
| 42   | Galles             | 6,000  | 1    |
| 43   | Estonia            | 5,500  | 1    |
| 43   | Irlanda del Nord   | 5,500  | 1    |
| 43   | Lettonia           | 5,500  | 1    |
| 43   | Malta              | 5,500  | 1    |
| 47   | Moldavia           | 4,500  | 1    |
| 48   | Macedonia del Nord | 4,000  | 1    |
| 48   | Fær Øer            | 4,000  | 1    |
| 50   | Armenia            | 3,000  | 1    |
| (NP) | Azerbaigian        | 0,000  | 1    |
| (NP) | Gibilterra         | 0,000  | (NI) |
| (NP) | Andorra            | 0,000  | (NI) |
| (NP) | Liechtenstein      | 0,000  | (NI) |
| (NP) | San Marino         | 0,000  | (NI) |

Legenda:
- (NI) - Non partecipa
- (NP) - Nessuna posizione (l'associazione non ha partecipato alle cinque stagioni utilizzate per il calcolo dei coefficienti)

## Squadre partecipanti
La seguente lista contiene le squadre qualificate per il torneo e che competeranno per l'edizione in corso. Con DT si è indicata la detentrice del titolo, con CN la squadra campione nazionale, con 2ª e 3ª la seconda e la terza classificata, rispettivamente. Per le bosniache del SFK 2000 si tratta della ventitreesima partecipazione consecutiva alla competizione.
| Turno           | Turno           | Squadre                     | Squadre                    | Squadre                  | Squadre               |
| --------------- | --------------- | --------------------------- | -------------------------- | ------------------------ | --------------------- |
| Fase campionato | Fase campionato | Arsenal (DT)                | OL Lyonnes (CN)            | Paris Saint-Germain (2ª) | Bayern Monaco (CN)    |
| Fase campionato | Fase campionato | Wolfsburg (2ª)              | Barcellona (CN)            | Chelsea (CN)             | Benfica (CN)          |
| Fase campionato | Fase campionato | Juventus (CN)               |                            |                          |                       |
|                 |                 |                             |                            |                          |                       |
| Terzo turno     | Campioni        | St. Pölten (CN)             |                            |                          |                       |
| Terzo turno     | Piazzate        | Paris FC (3ª)               | Eintracht Francoforte (3ª) | Real Madrid (2ª)         | Atlético Madrid (3ª)  |
| Terzo turno     | Piazzate        | Sporting Lisbona (2ª)       | Häcken (2ª)                |                          |                       |
|                 |                 |                             |                            |                          |                       |
| Secondo turno   | Campioni        | Rosengård (CN)              | Slavia Praga (CN)          | Twente (CN)              | Fortuna Hjørring (CN) |
| Secondo turno   | Campioni        | Vålerenga (CN)              | Vorskla (CN)               | Dinamo-BGU (CN)          | Breiðablik (CN)       |
| Secondo turno   | Campioni        | Hibernian (CN)              | BIIK Kazygurt (CN)         | Young Boys (CN)          | Stella Rossa (CN)     |
| Secondo turno   | Campioni        | Vllaznia (CN)               | Apollōn Lemesou (CN)       | OH Lovanio (CN)          | HJK (CN)              |
| Secondo turno   | Campioni        | SFK 2000 (CN)               | Ferencváros (CN)           | Farul Costanza (CN)      | Mura (CN)             |
| Secondo turno   | Campioni        | GKS Katowice (CN)           | Gintra (CN)                |                          |                       |
| Secondo turno   | Piazzate        | Manchester United (3ª)      | Braga (3ª)                 | Inter (2ª)               | Roma (3ª)             |
| Secondo turno   | Piazzate        | Hammarby (3ª)               | Sparta Praga (2ª)          | PSV (2ª)                 | Nordsjælland (2ª)     |
| Secondo turno   | Piazzate        | Brann (2ª)                  | Austria Vienna (2ª)        | Metalist 1925 (2ª)       | FK Minsk (2ª)         |
| Secondo turno   | Piazzate        | Valur (2ª)                  | Glasgow City (2ª)          | Aqtöbe (2ª)              |                       |
|                 |                 |                             |                            |                          |                       |
| Primo turno     | Campioni        | Agram (CN)                  | Athlone Town (CN)          | Mitrovica (CN)           | FOMGET (CN)           |
| Primo turno     | Campioni        | AEK Atene (CN)              | Kiryat Gat (CN)            | Lanchkhuti (CN)          | Budućnost (CN)        |
| Primo turno     | Campioni        | Spartak Myjava (CN)         | NSA Sofia (CN)             | RFCU Lussemburgo (CN)    | Cardiff City FC (CN)  |
| Primo turno     | Campioni        | Flora Tallinn (CN)          | Cliftonville (CN)          | Rīga FC (CN)             | Swieqi United (CN)    |
| Primo turno     | Campioni        | Agarista-ȘS Anenii Noi (CN) | Ljuboten (CN)              | NSÍ Runavík (CN)         | P'yownik (CN)         |
| Primo turno     | Campioni        | Neftçi Baku (CN)            |                            |                          |                       |

## Turni e sorteggi
L'UEFA ha fissato il calendario della competizione e gli abbinamenti che saranno necessari nello svolgersi del torneo nella sua sede di Nyon, Svizzera.
| Turno                           | Turno                           | Sorteggio         | Andata                                          | Ritorno                                         |
| ------------------------------- | ------------------------------- | ----------------- | ----------------------------------------------- | ----------------------------------------------- |
| Primo turno di qualificazione   | Primo turno di qualificazione   | 24 giugno 2025    | 30 luglio 2025 (semifinali)                     | 2 agosto 2025 (finali)                          |
| Secondo turno di qualificazione | Secondo turno di qualificazione | 24 giugno 2025    | 27 agosto 2025 (semifinali)                     | 30 agosto 2025 (finali)                         |
| Terzo turno di qualificazione   | Terzo turno di qualificazione   | 31 agosto 2025    | 11 settembre 2025                               | 18 settembre 2025                               |
| Fase campionato                 | Prima giornata                  | 19 settembre 2025 | 7-8 ottobre 2025                                | 7-8 ottobre 2025                                |
| Fase campionato                 | Seconda giornata                | 19 settembre 2025 | 15-16 ottobre 2025                              | 15-16 ottobre 2025                              |
| Fase campionato                 | Terza giornata                  | 19 settembre 2025 | 11-12 novembre 2025                             | 11-12 novembre 2025                             |
| Fase campionato                 | Quarta giornata                 | 19 settembre 2025 | 19-20 novembre 2025                             | 19-20 novembre 2025                             |
| Fase campionato                 | Quinta giornata                 | 19 settembre 2025 | 9-10 dicembre 2025                              | 9-10 dicembre 2025                              |
| Fase campionato                 | Sesta giornata                  | 19 settembre 2025 | 17 dicembre 2025                                | 17 dicembre 2025                                |
| Spareggi                        | Spareggi                        | 18 dicembre 2025  | 12-12 febbraio 2026                             | 18-19 febbraio 2026                             |
| Quarti di finale                | Quarti di finale                | 18 dicembre 2025  | 24-25 marzo 2026                                | 1-2 aprile 2026                                 |
| Semifinali                      | Semifinali                      | 18 dicembre 2025  | 25-26 aprile 2025                               | 2-3 maggio 2026                                 |
| Finale                          | Finale                          | 18 dicembre 2025  | 22-23-24 maggio 2026 all'Ullevaal Stadion, Oslo | 22-23-24 maggio 2026 all'Ullevaal Stadion, Oslo |

## Qualificazioni
Il primo turno si svolge secondo un minitorneo a quattro squadre su partita secca  e vi accedono le squadre dal trentesimo posto in poi nel ranking UEFA, quindi si svolge per il solo percorso campioni. Sono ammesse al secondo turno le 6 squadre vincitrici dei minitornei. Il secondo turno si svolge similmente, con sette minitornei per il percorso campioni e quattro per il percorso piazzate; sono ammesse alla fase successiva le 11 squadre vincitrici di ciascun minitorneo. Il terzo turno si svolge a eliminazione diretta con partite di andata e ritorno e le quattro squadre vincitrici degli accoppiamenti per la fase campione più le cinque vincitrici per la fase piazzate vengono ammesse alla fase campionato.

### Primo turno di qualificazione
Il sorteggio per il primo turno di qualificazione si è tenuto il 24 giugno 2025. Le semifinali si giocheranno il 30 luglio, mentre le finali il 3 agosto.

#### Percorso Campioni

##### Gruppo 1
|  | Semifinali             | Semifinali             | Semifinali |         |                  | Finale           | Finale          | Finale          |  |
|  |                        |                        |            |         |                  |                  |                 |                 |  |
|  | RFCU Lussemburgo (dts) | RFCU Lussemburgo (dts) | 5          |         |                  |                  |                 |                 |  |
|  | RFCU Lussemburgo (dts) | RFCU Lussemburgo (dts) | 5          |         |                  |                  |                 |                 |  |
|  | AEK Atene              | AEK Atene              | 3          |         |                  |                  |                 |                 |  |
|  | AEK Atene              | AEK Atene              | 3          |         | RFCU Lussemburgo | RFCU Lussemburgo | 2               |                 |  |
|  |                        |                        |            |         | RFCU Lussemburgo | RFCU Lussemburgo | 2               |                 |  |
|  |                        |                        | Rīga FC    | Rīga FC | 1                |                  |                 |                 |  |
|  | Flora Tallinn          | Flora Tallinn          | Rīga FC    | Rīga FC | 1                | 1                |                 |                 |  |
|  | Flora Tallinn          | Flora Tallinn          |            |         |                  | 1                |                 |                 |  |
|  | Rīga FC                | Rīga FC                | 4          |         |                  | Finale 3º posto  | Finale 3º posto | Finale 3º posto |  |
|  | Rīga FC                | Rīga FC                | 4          |         |                  |                  |                 |                 |  |
|  |                        |                        |            |         |                  |                  |                 |                 |  |
|  |                        |                        |            |         |                  | AEK Atene        | AEK Atene       | 1               |  |
|  |                        |                        |            |         |                  | AEK Atene        | AEK Atene       | 1               |  |
|  |                        |                        |            |         |                  | Flora Tallinn    | Flora Tallinn   | 0               |  |

##### Gruppo 2
|  | Semifinali             | Semifinali             | Semifinali           |                      |               | Finale                 | Finale                 | Finale          |  |
|  |                        |                        |                      |                      |               |                        |                        |                 |  |
|  | Agarista-ȘS Anenii Noi | Agarista-ȘS Anenii Noi | 0                    |                      |               |                        |                        |                 |  |
|  | Agarista-ȘS Anenii Noi | Agarista-ȘS Anenii Noi | 0                    |                      |               |                        |                        |                 |  |
|  | Swieqi United          | Swieqi United          | 5                    |                      |               |                        |                        |                 |  |
|  | Swieqi United          | Swieqi United          | 5                    |                      | Swieqi United | Swieqi United          | 1                      |                 |  |
|  |                        |                        |                      |                      | Swieqi United | Swieqi United          | 1                      |                 |  |
|  |                        |                        | Spartak Myjava (dts) | Spartak Myjava (dts) | 2             |                        |                        |                 |  |
|  | Spartak Myjava         | Spartak Myjava         | Spartak Myjava (dts) | Spartak Myjava (dts) | 2             | 3                      |                        |                 |  |
|  | Spartak Myjava         | Spartak Myjava         |                      |                      |               | 3                      |                        |                 |  |
|  | Budućnost              | Budućnost              | 0                    |                      |               | Finale 3º posto        | Finale 3º posto        | Finale 3º posto |  |
|  | Budućnost              | Budućnost              | 0                    |                      |               |                        |                        |                 |  |
|  |                        |                        |                      |                      |               |                        |                        |                 |  |
|  |                        |                        |                      |                      |               | Agarista-ȘS Anenii Noi | Agarista-ȘS Anenii Noi | 0               |  |
|  |                        |                        |                      |                      |               | Agarista-ȘS Anenii Noi | Agarista-ȘS Anenii Noi | 0               |  |
|  |                        |                        |                      |                      |               | Budućnost              | Budućnost              | 3               |  |

##### Gruppo 3
|  | Semifinali  | Semifinali  | Semifinali |          |          | Finale          | Finale          | Finale          |  |
|  |             |             |            |          |          |                 |                 |                 |  |
|  | Ljuboten    | Ljuboten    | 4          |          |          |                 |                 |                 |  |
|  | Ljuboten    | Ljuboten    | 4          |          |          |                 |                 |                 |  |
|  | NSÍ Runavík | NSÍ Runavík | 1          |          |          |                 |                 |                 |  |
|  | NSÍ Runavík | NSÍ Runavík | 1          |          | Ljuboten | Ljuboten        | 4               |                 |  |
|  |             |             |            |          | Ljuboten | Ljuboten        | 4               |                 |  |
|  |             |             | P'yownik   | P'yownik | 0        |                 |                 |                 |  |
|  | NSA Sofia   | NSA Sofia   | P'yownik   | P'yownik | 0        | 0               |                 |                 |  |
|  | NSA Sofia   | NSA Sofia   |            |          |          | 0               |                 |                 |  |
|  | P'yownik    | P'yownik    | 1          |          |          | Finale 3º posto | Finale 3º posto | Finale 3º posto |  |
|  | P'yownik    | P'yownik    | 1          |          |          |                 |                 |                 |  |
|  |             |             |            |          |          |                 |                 |                 |  |
|  |             |             |            |          |          | NSÍ Runavík     | NSÍ Runavík     | 4               |  |
|  |             |             |            |          |          | NSÍ Runavík     | NSÍ Runavík     | 4               |  |
|  |             |             |            |          |          | NSA Sofia       | NSA Sofia       | 0               |  |

##### Gruppo 4
|  | Semifinali  | Semifinali  | Semifinali |        |   | Finale     | Finale     | Finale |  |
|  |             |             |            |        |   |            |            |        |  |
|  |             |             |            |        |   | Kiryat Gat | Kiryat Gat | 1      |  |
|  |             |             |            |        |   | Kiryat Gat | Kiryat Gat | 1      |  |
|  |             |             | FOMGET     | FOMGET | 3 |            |            |        |  |
|  | FOMGET      | FOMGET      | FOMGET     | FOMGET | 3 | 2          |            |        |  |
|  | FOMGET      | FOMGET      |            |        |   |            |            |        |  |
|  | Neftçi Baku | Neftçi Baku | 0          |        |   |            |            |        |  |

##### Gruppo 5
|  | Semifinali      | Semifinali      | Semifinali   |              |   | Finale | Finale | Finale |  |
|  |                 |                 |              |              |   |        |        |        |  |
|  |                 |                 |              |              |   | Agram  | Agram  | 0      |  |
|  |                 |                 |              |              |   | Agram  | Agram  | 0      |  |
|  |                 |                 | Athlone Town | Athlone Town | 3 |        |        |        |  |
|  | Cardiff City FC | Cardiff City FC | Athlone Town | Athlone Town | 3 | 0      |        |        |  |
|  | Cardiff City FC | Cardiff City FC |              |              |   |        |        |        |  |
|  | Athlone Town    | Athlone Town    | 4            |              |   |        |        |        |  |

##### Gruppo 6
|  | Semifinali         | Semifinali         | Semifinali   |              |   | Finale     | Finale     | Finale |  |
|  |                    |                    |              |              |   |            |            |        |  |
|  |                    |                    |              |              |   | Lanchkhuti | Lanchkhuti | 2      |  |
|  |                    |                    |              |              |   | Lanchkhuti | Lanchkhuti | 2      |  |
|  |                    |                    | Cliftonville | Cliftonville | 1 |            |            |        |  |
|  | Mitrovica          | Mitrovica          | Cliftonville | Cliftonville | 1 | 1          |            |        |  |
|  | Mitrovica          | Mitrovica          |              |              |   |            |            |        |  |
|  | Cliftonville (dts) | Cliftonville (dts) | 3            |              |   |            |            |        |  |

### Secondo turno di qualificazione
Il sorteggio per il secondo turno di qualificazione si è tenuto il 24 giugno 2025. Le semifinali si giocheranno il 27 agosto, mentre le finali il 30 agosto. Le squadre classificate al secondo e terzo posto verranno retrocesse al secondo ed al primo turno di qualificazione dell'UEFA Women's Europa Cup, rispettivamente.

#### Percorso Campioni

##### Gruppo 1
|  | Semifinali     | Semifinali | Semifinali |  |  | Finale | Finale | Finale |  |
|  |                |            |            |  |  |        |        |        |  |
|  | Mura           |            |            |  |  |        |        |        |  |
|  |                |            |            |  |  |        |        |        |  |
|  | Spartak Myjava |            |            |  |  |        |        |        |  |
|  |                |            |            |  |  |        |        |        |  |
|  |                |            |            |  |  |        |        |        |  |
|  |                |            |            |  |  |        |        |        |  |
|  | BIIK Kazygurt  |            |            |  |  |        |        |        |  |
|  |                |            |            |  |  |        |        |        |  |
|  | GKS Katowice   |            |            |  |  |        |        |        |  |

##### Gruppo 2
|  | Semifinali       | Semifinali | Semifinali |  |  | Finale | Finale | Finale |  |
|  |                  |            |            |  |  |        |        |        |  |
|  | Apollōn Lemesou  |            |            |  |  |        |        |        |  |
|  |                  |            |            |  |  |        |        |        |  |
|  | Young Boys       |            |            |  |  |        |        |        |  |
|  |                  |            |            |  |  |        |        |        |  |
|  |                  |            |            |  |  |        |        |        |  |
|  |                  |            |            |  |  |        |        |        |  |
|  | Fortuna Hjørring |            |            |  |  |        |        |        |  |
|  |                  |            |            |  |  |        |        |        |  |
|  | Hibernian        |            |            |  |  |        |        |        |  |

##### Gruppo 3
|  | Semifinali | Semifinali | Semifinali |  |  | Finale | Finale | Finale |  |
|  |            |            |            |  |  |        |        |        |  |
|  | SFK 2000   |            |            |  |  |        |        |        |  |
|  |            |            |            |  |  |        |        |        |  |
|  | OH Lovanio |            |            |  |  |        |        |        |  |
|  |            |            |            |  |  |        |        |        |  |
|  |            |            |            |  |  |        |        |        |  |
|  |            |            |            |  |  |        |        |        |  |
|  | Rosengård  |            |            |  |  |        |        |        |  |
|  |            |            |            |  |  |        |        |        |  |
|  | Ljuboten   |            |            |  |  |        |        |        |  |

##### Gruppo 4
|  | Semifinali       | Semifinali | Semifinali |  |  | Finale | Finale | Finale |  |
|  |                  |            |            |  |  |        |        |        |  |
|  | Ferencváros      |            |            |  |  |        |        |        |  |
|  |                  |            |            |  |  |        |        |        |  |
|  | RFCU Lussemburgo |            |            |  |  |        |        |        |  |
|  |                  |            |            |  |  |        |        |        |  |
|  |                  |            |            |  |  |        |        |        |  |
|  |                  |            |            |  |  |        |        |        |  |
|  | Vllaznia         |            |            |  |  |        |        |        |  |
|  |                  |            |            |  |  |        |        |        |  |
|  | Dinamo-BGU       |            |            |  |  |        |        |        |  |

##### Gruppo 5
|  | Semifinali     | Semifinali | Semifinali |  |  | Finale | Finale | Finale |  |
|  |                |            |            |  |  |        |        |        |  |
|  | Gintra         |            |            |  |  |        |        |        |  |
|  |                |            |            |  |  |        |        |        |  |
|  | Farul Costanza |            |            |  |  |        |        |        |  |
|  |                |            |            |  |  |        |        |        |  |
|  |                |            |            |  |  |        |        |        |  |
|  |                |            |            |  |  |        |        |        |  |
|  | Vorskla        |            |            |  |  |        |        |        |  |
|  |                |            |            |  |  |        |        |        |  |
|  | Lanchkhuti     |            |            |  |  |        |        |        |  |

##### Gruppo 6
|  | Semifinali   | Semifinali | Semifinali |  |  | Finale | Finale | Finale |  |
|  |              |            |            |  |  |        |        |        |  |
|  | Twente       |            |            |  |  |        |        |        |  |
|  |              |            |            |  |  |        |        |        |  |
|  | Stella Rossa |            |            |  |  |        |        |        |  |
|  |              |            |            |  |  |        |        |        |  |
|  |              |            |            |  |  |        |        |        |  |
|  |              |            |            |  |  |        |        |        |  |
|  | Breiðablik   |            |            |  |  |        |        |        |  |
|  |              |            |            |  |  |        |        |        |  |
|  | Athlone Town |            |            |  |  |        |        |        |  |

##### Gruppo 7
|  | Semifinali   | Semifinali | Semifinali |  |  | Finale | Finale | Finale |  |
|  |              |            |            |  |  |        |        |        |  |
|  | Slavia Praga |            |            |  |  |        |        |        |  |
|  |              |            |            |  |  |        |        |        |  |
|  | FOMGET       |            |            |  |  |        |        |        |  |
|  |              |            |            |  |  |        |        |        |  |
|  |              |            |            |  |  |        |        |        |  |
|  |              |            |            |  |  |        |        |        |  |
|  | Vålerenga    |            |            |  |  |        |        |        |  |
|  |              |            |            |  |  |        |        |        |  |
|  | HJK          |            |            |  |  |        |        |        |  |

#### Percorso Piazzate

##### Gruppo 1
|  | Semifinali        | Semifinali | Semifinali |  |  | Finale | Finale | Finale |  |
|  |                   |            |            |  |  |        |        |        |  |
|  | Hammarby          |            |            |  |  |        |        |        |  |
|  |                   |            |            |  |  |        |        |        |  |
|  | Metalist 1925     |            |            |  |  |        |        |        |  |
|  |                   |            |            |  |  |        |        |        |  |
|  |                   |            |            |  |  |        |        |        |  |
|  |                   |            |            |  |  |        |        |        |  |
|  | Manchester United |            |            |  |  |        |        |        |  |
|  |                   |            |            |  |  |        |        |        |  |
|  | PSV               |            |            |  |  |        |        |        |  |

##### Gruppo 2
|  | Semifinali   | Semifinali | Semifinali |  |  | Finale | Finale | Finale |  |
|  |              |            |            |  |  |        |        |        |  |
|  | Roma         |            |            |  |  |        |        |        |  |
|  |              |            |            |  |  |        |        |        |  |
|  | Aqtöbe       |            |            |  |  |        |        |        |  |
|  |              |            |            |  |  |        |        |        |  |
|  |              |            |            |  |  |        |        |        |  |
|  |              |            |            |  |  |        |        |        |  |
|  | Sparta Praga |            |            |  |  |        |        |        |  |
|  |              |            |            |  |  |        |        |        |  |
|  | Nordsjælland |            |            |  |  |        |        |        |  |

##### Gruppo 3
|  | Semifinali | Semifinali | Semifinali |  |  | Finale | Finale | Finale |  |
|  |            |            |            |  |  |        |        |        |  |
|  | Valur      |            |            |  |  |        |        |        |  |
|  |            |            |            |  |  |        |        |        |  |
|  | Braga      |            |            |  |  |        |        |        |  |
|  |            |            |            |  |  |        |        |        |  |
|  |            |            |            |  |  |        |        |        |  |
|  |            |            |            |  |  |        |        |        |  |
|  | Brann      |            |            |  |  |        |        |        |  |
|  |            |            |            |  |  |        |        |        |  |
|  | Inter      |            |            |  |  |        |        |        |  |

##### Gruppo 4
|  | Semifinali     | Semifinali | Semifinali |  |  | Finale   | Finale | Finale |  |
|  |                |            |            |  |  |          |        |        |  |
|  |                |            |            |  |  | FK Minsk |        |        |  |
|  |                |            |            |  |  |          |        |        |  |
|  |                |            |            |  |  |          |        |        |  |
|  | Glasgow City   |            |            |  |  |          |        |        |  |
|  |                |            |            |  |  |          |        |        |  |
|  | Austria Vienna |            |            |  |  |          |        |        |  |

### Terzo turno di qualificazione
Il sorteggio per il terzo turno di qualificazione si terrà il 31 agosto 2025.
| Squadra 1 | Totale   | Squadra 2 | Andata   | Ritorno  |
| Campioni  | Campioni | Campioni  | Campioni | Campioni |
| --------- | -------- | --------- | -------- | -------- |
|           | -        |           | -        | -        |
|           | -        |           | -        | -        |
|           | -        |           | -        | -        |
|           | -        |           | -        | -        |
| Piazzate  |          |           |          |          |
|           | -        |           | -        | -        |
|           | -        |           | -        | -        |
|           | -        |           | -        | -        |
|           | -        |           | -        | -        |
|           | -        |           | -        | -        |

## Fase campionato
Alla fase campionato partecipano 18 squadre, di cui 9 squadre qualificate direttamente, le 4 squadre vincitrici del terzo turno di qualificazione sul percorso campioni e le 5 squadre vincitrici del terzo turno di qualificazione sul percorso piazzate. Le fasce per il sorteggio vengono composte in base al coefficiente UEFA dei club. Le prime quattro classificate si qualificano direttamente ai quarti di finale, mentre le classificate dal quinto al dodicesimo posto accedono agli spareggi per determinare le rimanenti quattro squadre per i quarti di finale. Il sorteggio per definire il calendario della fase campionato si terrà il 19 settembre 2025.

## Fase a eliminazione diretta
Alla fase a eliminazione diretta partecipano 12 squadre, delle quali quattro direttamente ai quarti di finale, mentre le altre otto si sfidano negli spareggi. Il sorteggio per definire la composizione dei gironi si terrà il 18 dicembre 2025.